# John Walter
Pour les articles homonymes, voir John Walter (3e baronnet) et Walter.
John Walter (né vers 1739 et mort 17 novembre 1812 à Londres) est le fondateur du très célèbre journal britannique The Times à Londres. 

## Biographie
À la mort de son père Richard Walter en 1755 ou 1756 et jusqu'en 1781, il connaît une prospère carrière de marchand de charbon. Il joue une part importante dans l'établissement d'une Bourse au charbon à Londres (Coal Exchange). but shortly after 1781, when he began to occupy himself solely as an underwriter and became a member of Lloyds, he over-speculated and failed.
En 1782, il rachète à Henry Johnson un brevet pour une nouvelle méthode d'imprimerie à partir de logotypes (pièces de fonte représentant des mots ou des portions de mots au lieu de lettres uniques) et procède à plusieurs améliorations. En 1784, il fait l'acquisition d'une vieille imprimerie à Blackfriars, noyau de la future Printing-House Square et y établit son atelier de logographie. 
Au début de son activité, il ne fait qu'imprimer des livres mais le 1er janvier 1785, il commence à publier un petit journal baptisé le The Daily Universal Register, lequel est renommé à l'occasion du 940e numéro le 1er janvier 1788 The Times.
L'affaire de Walter se développe et prospère mais le journal connait un début de carrière quelque peu mouvementé. Le 11 juillet 1789, Walter est reconnu coupable de diffamation à l'égard de Frederick, duc d'York et Albany, et est condamné à une amende de 50£, une année d'emprisonnement à la Prison de Newgate, une heure de pilori et à donner une caution de bon comportement pour une durée de sept ans. Pour d'autres faits de diffamation, l'amende passe à 100£ et il est condamné à une année de prison supplémentaire. Mais il est libéré et pardonné le 9 mars 1791 à la requête du prince de Galles, futur George IV. 
En 1799, il est de nouveau reconnu coupable de diffamation à l'égard cette fois-ci de William Cowper. Il renonce alors à ses activités et laisse les affaires de l'entreprise à son fils aîné, William, et se retire à Teddington où il vit jusqu'à sa mort. En 1759, il épouse Frances Landen (décédée en 1798) dont il a six enfants. William Walter renonce très vite à l'entreprise et en 1803 la laisse à son frère cadet, John Walter.